# Île Saint-Germain
Dit overzicht is mogelijk incompleet; u kunt helpen door het uit te breiden.

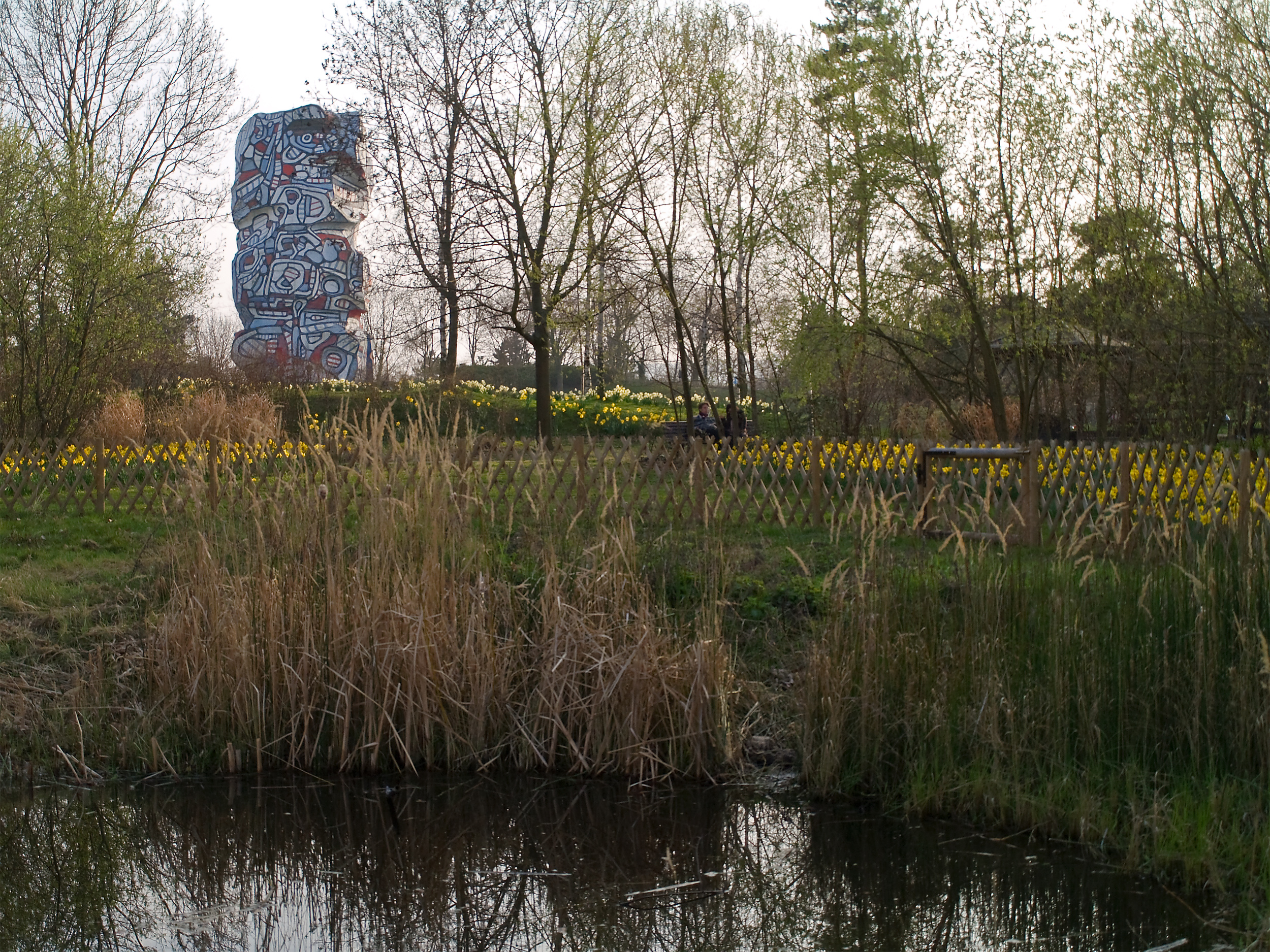
Park op Île Saint-Germain

Het Île Saint-Germain is een eiland in de Seine nabij Parijs. Het eiland behoort bij de gemeente Issy-les-Moulineaux. Het eiland is met beide Seine-oevers verbonden door de Ponts de Billancourt.
Tot 1980 was het eiland militair gebied. Daarna werd het in twee delen verdeeld. Het ene deel werd een 18 hectare groot park. Het andere deel werd bestemd als woonzone voor kunstenaars en architecten. Hier werden ook volkstuintjes aangelegd.